# Чемужовский сельский совет (Харьковская область)
Чемужо́вский се́льский сове́т входил до 2020 года в состав Змиёвского района Харьковской области Украины.
Административный центр сельского совета находился в селе Чемужо́вка.

## История
- 1924 год — дата образования данного сельского Совета (крестьянских) депутатов трудящихся на территории бывших … волости Змиевского уезда Харьковской губернии (ликвидированной летом 1925 года) Украинской Советской Социалистической Республики.
- С 1924 года — в составе Змиевского района Харьковского округа, с февраля 1932 года — Харьковской области УССР.
- После 17 июля 2020 года в рамках административно-территориальной реформы по новому делению Харьковской области[2][3] сельсовет, как и весь Змиевской район Харьковской области, был ликвидирован; входящие совет населённые пункты и его территории были присоединены к ... территориальной общине Чугуевского района области.
- Сельсовет просуществовал 96 лет.

## Населённые пункты совета
- село Чемужо́вка
- село Артюхо́вка
- село Водяхо́вка
- село Левко́вка
- село Высочи́новка (в 1920-х - 2016 - Пролета́рское)